# شلش من حي التنك
شلش من حي التنك مسلسل كارتوني كوميدي عراقي ساخر من تأليف محمد خماس وإخراج مهند أبو خمرة وإنتاج قناة الشرقية 2013 وتنفيذ علي أبو خمرة شركة Etana Production. حائز على المركز الأول كأفضل برنامج كوميدي في رمضان 2013 حسب استبيان إقامته قناة الشرقية الفضائية من خلال صفحتها على الإنترنت.

## فكرة العمل
مسلسل كرتوني شعبي كوميدي، يتناول قصة أحد الأحياء الفقيرة في العراق وما يحدث فيها من أحداث وقصص واقعية يومية مأخوذة من الواقع العراقي اليومي، بطل العمل هو (شلش) وهو الشاب المثقف الوحيد في هذا الحي الفقير والذي يملك سيارة تكسي يعمل عليها صديقه الوَفي (دعبول), في هذا الحي الفقير هناك قصة حب كبيرة بين (شلش) و (سوزانة) التي تعمل معلمة في إحدى مدارس حي التنك ولكن لسوء الطالع لا يتمكن الاثنان من الزواج بسبب الأفكار القبلية والعشائرية التي تعيشها هذه المنطقة الفقيرة بأن قام ابن عمها بالنهي عليها أي لا يسمح لها بالزواج لغيره (حيث ما زالت فعلا لهذه اللحظة تطبق في بعض مناطق العراق).. تدور أحداث مختلفة في كل حلقة حول ما يحدث في حي التنك من أحداث ومشاكل بين شخصيات العمل بشكل كوميدي ناقد هادف.

## الشخصيات
| الشخصية | مؤدي الصوت    |
| ------- | ------------- |
| شلش     | اياد راضي     |
| دعبول   | احسان دعدوش   |
| دهش     | خضير أبو عباس |
| أم شلش  | كاظم مدلل     |
| خنجر    | علي فرحان     |
| سوزانا  | نسمة سليم     |

## كادر العمل
- إخراج: مهند أبو خمرة
- منتج منفذ: شركة ايتانا للإنتاج التلفزيوني Etana Production - علي أبو خمرة
- تأليف: محمد خماس
- تاريخ العرض:  2013
- عدد الحلقات: 30 حلقة
- مدة الحلقة: 15 دقيقة